# Johannes Gerloff (Journalist)

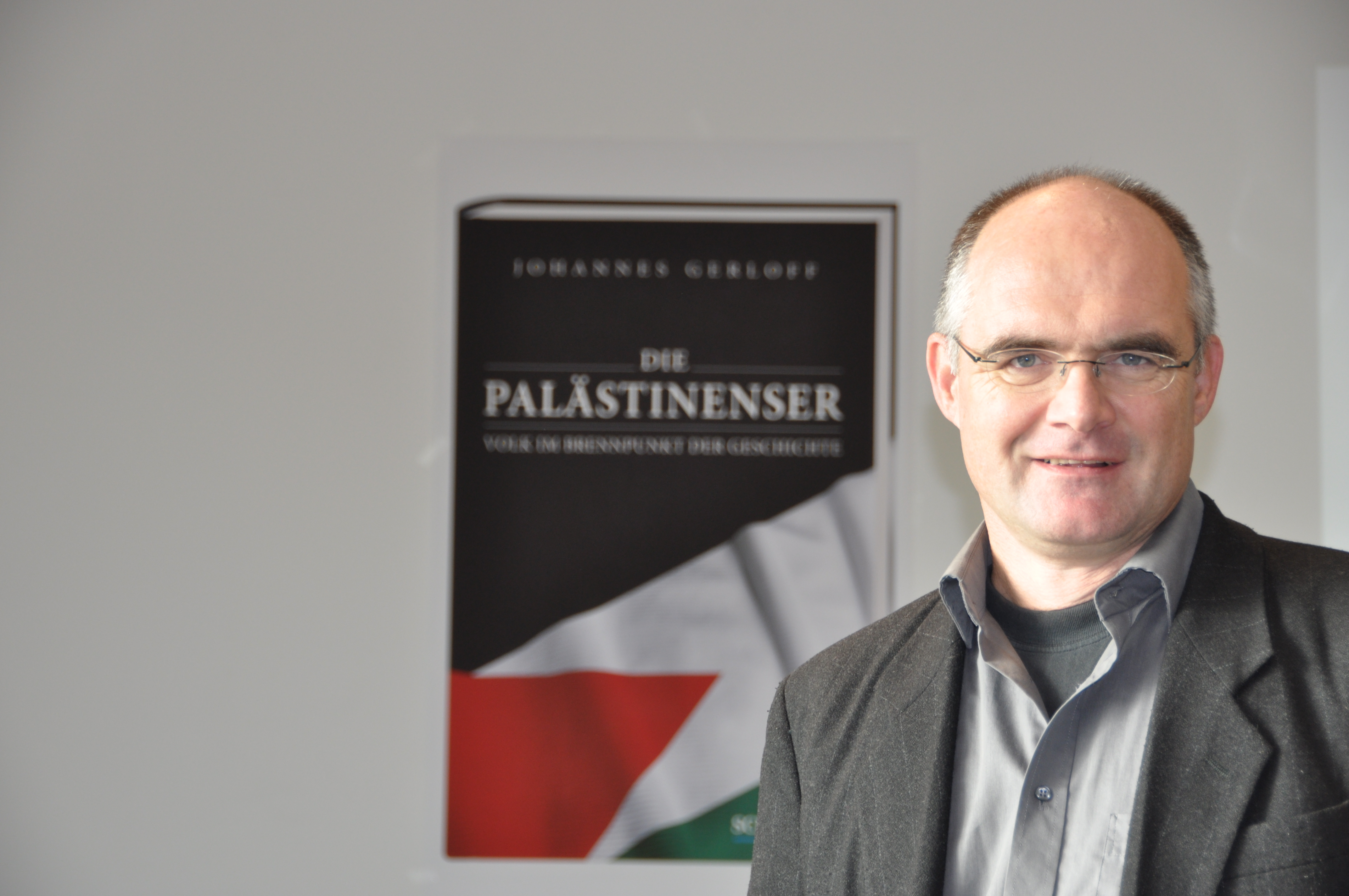
Johannes Gerloff, 2011

Johannes Gerloff (* 1963 im Schwarzwald) ist ein deutscher evangelikaler Journalist und Autor mit Schwerpunkt Israel und Naher Osten.

## Leben
Gerloff ist in Neuenbürg im Nordschwarzwald aufgewachsen. Er hat seinen Zivildienst im Norden Israels in Ma’alot abgeleistet und dort mit Holocaust-Überlebenden gearbeitet. Danach studierte er bis 1991 Evangelische Theologie in Tübingen, Vancouver und Prag. 
Seitdem er 1983 das erste Mal als Volontär in Israel war, besuchte er das Land immer wieder. So arbeitete er nach seinem Studium bis 1998 zunächst an der evangelikalen Internationalen Christlichen Botschaft in Jerusalem, bis er 1999 als Auslandskorrespondent für den evangelikalen Christlichen Medienverbund KEP in Jerusalem mit dem Aufbau des Korrespondentenbüros „Israelnetz“ betraut wurde, das christliche Verlage, Magazine, aber auch Tageszeitungen und Radiosender beliefert. 2016 beendete er diese exklusive Zusammenarbeit, um künftig zunehmend vernetzt mit mehreren Werken zusammenzuarbeiten. Gerloff arbeitete mit Ulrich W. Sahm (1950–2024) zusammen, spricht Hebräisch und ist als Journalist bei der israelischen Regierung und der Palästinensischen Autonomiebehörde akkreditiert.

## Privates
Er ist verheiratet mit seiner aus Prag stammenden Frau Krista. Das Paar hat fünf Kinder und wohnt seit 1994 in Jerusalem. Familie Gerloff gehört in Jerusalem zur hebräischsprachigen messianisch-jüdischen Gemeinde „Melech HaMelachim“.

## Publikationen

### Bücher
- Verflucht und von Christus getrennt. Israel und die Heidenvölker. Eine Studie zu Römer 9–11. Hänssler, Holzgerlingen 2002, 2. Aufl. 2020, ISBN 978-3-7751-6083-4.
- Jerusalem, die Stadt des großen Königs. SCM Hänssler, Holzgerlingen 2002, ISBN 978-3-7751-3725-6.
- Jüdische Siedlungen. Kriegsverbrechen oder Erfüllung biblischer Prophetie? Hänssler, Holzgerlingen 2002, ISBN 3-7751-3837-4. Auf Tschechisch: Komu patří země Izrael?: židovské osady – válečný zločin, nebo naplnění dávných proroctví?, Návrat dom°u, Praha 2002, ISBN 80-7255-065-9.
- Israel und die Palästinenser. Hintergründe des Nahostkonflikts, CDU-Fraktion des Sächsischen Landtages, Dresden 2003 (Schriftenreihe zu politischen, philosophischen und religiösen Fragen unserer Zeit des Johann-Amos-Comenius-Club Sachsen. Bd. 28).
- Die Palästinenser. Volk im Brennpunkt der Geschichte, SCM Hänssler, Holzgerlingen 2011, ISBN 978-3-7751-5337-9
- Provokativ – Denkanstöße aus Israel, Jota Publikationen, Muldenhammer 2016, ISBN 978-3-935707-86-2.

als Mitautor
- mit Haim Heinz Reusch: Grenzenloses Israel. Ein Land wird geteilt, SCM Hänssler, Holzgerlingen 2006, überarb. Neuausgabe (3. Gesamtaufl.) 2015, ISBN 978-3-7751-5683-7.
- mit Krista Gerloff: Der Alltag fängt am Sonntag an: ein Erlebnismosaik aus dem jüdischen Land, SCM Hänssler, Holzgerlingen 2006, ISBN 978-3-7751-4332-5.
- mit Krista Gerloff: Eine Busfahrt in Jerusalem: Begegnungen, Erlebnisse, Einsichten, SCM Hänssler, Holzgerlingen 2. Aufl. 2012, ISBN 978-3-7751-5371-3.

### Vorträge
- Das Land, wo Weihnachten begann. ERF Südtirol, TM Dezember 2004 (Box mit 3 CDs).
- Israel und die arabische Welt. ERF Südtirol, TM Oktober 2007 (Box mit 3 CDs).
- Wert(h)e Gäste – Heute bei Jürgen Werth: Johannes Gerloff, Israelkorrespondent. ERF Südtirol, CH 11. Oktober 2011 (CD Audio).
- Einführung in die Bibel. Ein Mann mit Herz und Verstand. ERF Südtirol, EB 2. Mai 2012 (CD Audio).
- Einführung in die Bibel. Sich anpassen: Chance oder Gefahr? ERF Südtirol, EB 9. Mai 2012 (CD Audio).
- Israels Bedeutung für die Welt (Box mit 3 CDs), ERF Südtirol, TM September 2012.
- Israel und der Kampf gegen den Terror. ERF Südtirol, TM September 2014 (Box mit 3 CDs).

### Zeitschriften
- Israelreport im Medienmagazin pro (6 Mal jährlich).